# Boris Kordemskij
Boris Kordemskij (in russo Борис Анастасьевич Кордемский?; Kiknur, 23 maggio 1907 – 29 marzo 1999) è stato un matematico e educatore russo, noto principalmente per i suoi libri di divulgazione scientifica e per i suoi enigmi matematici. È autore di oltre 70 libri e articoli divulgativi di matematica.
Kordemsky nacque a Kiknur, Governatorato di Vyatka, Impero Russo. Conseguì il dottorato di ricerca in pedagogia nel 1956 e insegnò matematica in diverse università di Mosca.

## Libri
Il suo primo libro, Il quadrato meraviglioso (1952), tratta delle curiose proprietà dl normale quadrato, nel 1958 ha pubblicato Saggi su problemi matematici impegnativi e due anni dopo, nel 1960 in collaborazione con un ingegnere ha pubblicato La geometria aiuta l'aritmetica, un libro per bambini in cui risolve problemi di aritmetica con semplici forme geometriche, nel 1964 poi, pubblica Fondamenti della teoria delle probabilità.
Tuttavia Kordemsky trae la sua fama fondamentalmente dai suoi rompicapo. L'unico scrittore russo di scienza e matematica ricreativa paragonabile a Kordemsky è Yakov I. Perelman, il quale oltre a scrivere libri di matematica, pubblicò testi del genere anche su meccanica, fisica e astronomia.
| Controllo di autorità | VIAF (EN) 109647491 · ISNI (EN) 0000 0000 8406 9320 · LCCN (EN) n91105083 · GND (DE) 140501363 · BNF (FR) cb12480766n (data) · J9U (EN, HE) 987007286793005171 |